# Krasneńke (obwód mikołajowski)
Krasneńke (ukr. Красненьке) – wieś na Ukrainie, w obwodzie mikołajowskim, w rejonie perwomajskim, w hromadzie Krywe Ozero. W 2001 liczyła 1002 mieszkańców, spośród których 981 wskazało jako ojczysty język ukraiński, 8 rosyjski, 7 mołdawski, a 6 ormiański.